# Pablo Trapero
Pablo Trapero est un producteur, réalisateur et scénariste argentin né le 4 octobre 1971 à San Justo. C'est une des figures importantes du « nouveau cinéma argentin » dont les films décrivent sans complaisance la vie en Argentine avec son lot d'injustices, de pauvreté et de corruption.

## Biographie
Après des études d'architecture, Pablo Trapero travaille comme producteur. Il réalise deux courts-métrages, Mocoso malcriado en 1993 et Negocios en 1995, avant de diriger un long métrage remarqué et plusieurs fois primé, Mundo grúa (1999), qui raconte la vie quotidienne d'un quadragénaire qui accepte un travail de conducteur de grue dans une partie reculée de Patagonie. En 2002, El bonaerense plonge dans le monde de la violence et de la corruption de la police de Buenos Aires en relatant la vie d'un provincial sans caractère, contraint d'entrer dans la police de la capitale. Il y fait carrière et finit par prendre gout au pouvoir.
Bien que moins sombre que les précédents, Voyage en famille pointe avec un humour grinçant les dysfonctionnements d'une famille élargie qui s'entasse dans un camping car déglingué pour accompagner la grand-mère octogénaire au mariage d'une de ses petites filles à l'autre bout du pays.
Après avoir été en compétition dans la section Un certain regard du Festival de Cannes en 2002 (El bonaerense), 2010 (Carancho) et 2012 (Elefante blanco), il devient président du jury de cette section lors de l'édition 2014.
En 2017, il préside le jury du 7e MyFrenchFilmFestival.com.

## Filmographie

### Comme réalisateur
Pablo Trapero est scénariste de tous ses films.

#### Courts métrages
- 1993 : Mocoso malcriado
- 1995 : Negocios
- 2001 : Naikor, la estación de servicio (documentaire)
- 2011 : Sept Jours à La Havane - segment Jam Session

#### Longs métrages
- 1999 : Mundo grúa
- 2002 : El bonaerense
- 2004 : Voyage en famille (Familia rodante)
- 2006 : Nacido y criado
- 2008 : Leonera
- 2010 : Carancho
- 2012 : Elefante blanco
- 2015 : El Clan
- 2018 : La Quietud
- 2020 : Chantier (Roadwork)

#### Séries télévisées
- 2020 : ZeroZeroZero (3 épisodes)
- 2022 : Echo 3 (4 épisodes)

### Comme producteur
Pablo Trapero est producteur de tous ses longs métrages .
- 2001 : La Libertad de Lisandro Alonso
- 2002 : Ciudad de María de Enrique Bellande
- 2003 : La Mecha de Raúl Perrone
- 2005 : Di buen día a papá de Fernando Vargas
- 2005 : Mi mejor enemigo de Alex Bowen
- 2008 : La Rabia de Albertina Carri

## Distinctions
- Mostra de Venise : Prix de la critique pour Mundo grúa en 1999
- Festival international de films de Fribourg : Prix FIPRESCI pour Mundo grúa en 1999
- Festival international du film de Rotterdam : Prix FIPRESCI pour Mundo grúa en 1999
- Festival international du nouveau cinéma latino-américain de La Havane pour Mundo grúa en 1999
- Festival international du film de Chicago : Prix FIPRESCI pour El Bonaerense en 2002
- Mostra de Venise 2015 : Lion d'argent du meilleur réalisateur pour El Clan